# Waynesboro (Tennessee)
Waynesboro – miasto w Stanach Zjednoczonych, w stanie Tennessee, siedziba administracyjna hrabstwa Wayne.